# Eburodacrys inaequalis
Eburodacrys inaequalis es una especie de escarabajo longicornio del género Eburodacrys, tribu Eburiini, subfamilia Cerambycinae. Fue descrita científicamente por Galileo & Martins en 2009.

## Descripción
Mide 11,8-17,5 milímetros de longitud.

## Distribución
Se distribuye por Bolivia.